# Dracula 3000
Pour plus de détails, voir Fiche technique et Distribution.
Dracula 3000 ou Dracula 3000: L'Empire des Ombres au Québec est un film germano-sud-africain réalisé par Darrell Roodt et sorti directement en vidéo en 2004. Il s'agit d'une relecture du roman Dracula de Bram Stoker avec des éléments de science-fiction.

## Synopsis
En l'an 3000, l'équipage du vaisseau spatial Mother III, constitué de six membres et dirigé par le capitaine Abraham Van Helsing, accoste sur le Demeter. Ce vaisseau était perdu depuis de nombreuses années. Ils ne vont pas tarder à s'apercevoir qu'il transporte des vampires.

## Fiche technique
Sauf indication contraire, les informations mentionnées dans cette section peuvent être confirmées par la base de données cinématographiques IMDb,  présente dans la section « Liens externes ».
- Titre original : Dracula 3000
- Titre québécois : Dracula 3000: L'Empire des Ombres
- Titre français alternatif : Dracula 3K : L'empire des ombres[2] (DVD)
- Réalisation : Darrell Roodt
- Scénario : Darrell Roodt et Ivan Milborrow, d'après l'œuvre de Bram Stoker
- Musique : Michael Hoenig
- Décors : Jonathan Hely-Hutchinson
- Costumes : Wolfgang Ender
- Photographie : Giulio Biccari
- Montage : Avril Beukes et Ronelle Loots
- Production : Frank Hübner, Brad Krevoy, David Lancaster et David Wicht
- Sociétés de production : Film Afrika Worldwide, ApolloProMedia et Fiction Film & Television Limited
- Sociétés de distribution : Koch Media (Allemagne), Emylia (France, DVD)
- Budget : n/a
- Pays de production :  Allemagne,  Afrique du Sud
- Langue originale : anglais
- Format : couleur
- Genre : science-fiction, horreur
- Durée : 86 minutes
- Dates de sortie[3] :
  - Espagne : août 2004 (festival du film d'horreur d'Estepona)
  - France : 30 avril 2006 (DVD)
- Classification[4] :
  - États-Unis : R

## Distribution
- Casper Van Dien (V.F. : Damien Boisseau) : le capitaine Abraham Van Helsing
- Erika Eleniak : la seconde de vaisseau Aurora Ash
- Coolio : « 187 »
- Alexandra Kamp : Mina Murry
- Grant Swanby : Pr Arthur Holmwood
- Langley Kirkwood (en) : le Comte Orlock
- Tom Lister, Jr. : « Humvee »
- Udo Kier : le capitaine Varna

## Production
Le tournage qui s’est déroule en seulement trois jours a lieu en Afrique du Sud. Le décor du vaisseau Mother III provient de la série Space Rangers (1993)